# Isetta

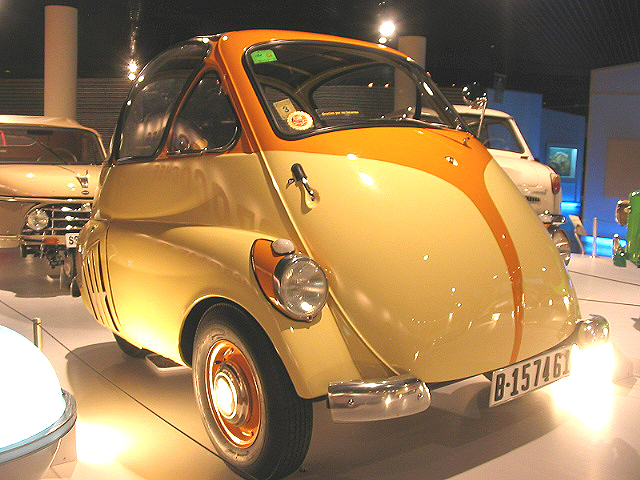
Iso Isetta

Isetta var en av de mest framgångsrika mikrobilarna under 1950-talet. Den började tillverkas av italienska Iso, men spreds sedan via licensavtal till Spanien, Belgien, Västtyskland, Frankrike, Brasilien och Storbritannien. Totalt tillverkades 161 728 exemplar.
ISO tillverkade i början av 1950-talet kylskåp, skotrar och små trehjuliga lastbilar. Renzo Rivolta beslöt att man skulle utveckla en småbil. Till Isettan använde man en skotermotor. Namnet Isetta är diminutiv form: lilla Iso. Isettan presenterades i Turin 1953. Den mest kända och spridda versionen är BMW Isetta som tillverkades i 136 367 exemplar. Iso själva tillverkade omkring 1 000 Isettor, Romi-Isetta i Brasilien tillverkade 3 000 exemplar, franska Velam 5 000 stycken och brittiska Isetta of Great Britain gjorde 30 000 exemplar.